# Reina Washio
Reina Washio (鷲尾伶菜, Washio Reina, Karatsu, 20 de janeiro de 1994), também conhecida por "rei" (伶), é uma cantora, dançarina e modelo japonesa. Ela é ex-integrante do Flower e E-girls, ambos grupos pertencente ao extinto projeto E.G.family da agência LDH JAPAN, do qual se desligou no final de 2023.
Ela tem 1,60m de altura e seu tipo sanguíneo é O.

## Biografia
Para mais informações, ver Flower (grupo japonês) § Biografia.
- 2008: Durante seu 2º ano de ginasial, ela foi para academia EXPG (EXILE Professional Gym) de Fukuoka, influenciada pelo grupo EXILE, após assistir a um show deles com sua mãe em Fukuoka Dome.
- Tempo indeterminado: A mãe de Washio solicita que sua filha deixe o EXPG, devido a problemas financeiros. Porém, ao invés disso, Reina larga o ginasial e começa a trabalhar em um emprego de tempo parcial. Sua mãe, vendo a determinação da filha em se tornar cantora, continuou enviando auxílio financeiro a ela.
- 1 de janeiro de 2011: Durante o programa especial de virada de ano, o "CDTV SPECIAL! Toshikoshi Premiere Live 2010→2011" (ＣＤＴＶスペシャル！ 年越しプレミアライブ ２０１０→２０１１) foi anunciado o concurso "EXILE Presents VOCAL BATTLE AUDITION 3 ~For Girls~". Reina decidiu participar.
- Fevereiro de 2011: Iniciou-se a primeira fase do concurso, onde participaram cerca de 30 mil pessoas.
- 14 de maio de 2011: Ocorreu a final do concurso, em SHIBUYA-AX. Reina foi uma das vitoriosas, ao lado de Chiharu Muto (武藤千春) e Kyoka Ichiki (市來杏香), na categoria canto; Nozomi Bando (坂東希) e Harumi Sato (佐藤晴美), na categoria dança. Todas entraram para o Flower e E-girls.
- 13 de março de 2013: foi lançado o best álbum do duo BREATHE, que contém a faixa "LOVE OR LUST", que é cover do cantor Hirai Ken (平井堅), onde a Washio Reina e a Muto Chiharu (武藤千春) fazem participação.
- 14 de agosto de 2013: foi lançado o álbum "DECKSTREAM.JP", do DJ DECKSTREAM, onde Reina foi convidada para cantar a música "Ano Hi no Sayonara" (あの日のさよなら).
- 26 de março de 2014: Reina foi convidada para fazer uma participação na faixa "d.w.m.", no lançamento "FUTURE IS WOW" do m-flo.
- 30 de maio e 28 de junho de 2014: Washio foi convidada especial na turnê de m-flo, intitulada como "m-flo TOUR 2014 'FUTURE IS WOW'". As apresentações em que ela participou fora respectivamente em Zepp DiverCity e Zepp FUKUOKA.
- 24 de janeiro de 2015: Estreou no Japão o filme americano "Annie", cujo tema principal, chamado "Tomorrow", teve a versão japonesa interpretada por Reina. Todavia, ela é creditada como Flower.
- Setembro de 2015: Washio inicia sua carreira de modelo na revista "LARME", tendo sua estréia na revista de novembro do mesmo ano.
- 31 de outubro de 2015 e 11 de julho de 2016: Reina dublou a personagem Kaori Amamoto (天元花織), no anime “Kindaichi Shounen no Jikenbo R” (金田一少年の事件簿Ｒ).
- 26 de dezembro de 2017: E-girls lança seu vigésimo single "Kitakaze to Taiyou" (北風と太陽), que contém a primeira faixa solo da Reina, num lançamento do E-girls, com o título de "Hitohira" (ひとひら).
- 2 de março de 2018: Washio faz um especial no seu programa na rádio J-WAVE, chamado "AVALON", junto com outra locutora, a Naomi Watanabe (渡辺直美), a semana especial, nomeada de "AVALON Hina Matsuri" (ＡＶＡＬＯＮひな祭り), que conta com a participação especial da líder do E-girls, Harumi Sato.
- 17 de março de 2018: Reina participa do evento "Hizen Saga Bakumatsu Ishin Hakurankai" (肥前さが幕末維新博覧会), como membro de apoio do Hizen Saga FAN (肥前さがFAN), representando sua província natal.
- 12 de maio de 2018: É anunciado que a Reina fará uma participação no álbum "BEST LOVE MACO" da cantora e compositora MACO, na faixa "Dear My Friend". A data de lançamento do álbum é 20 de junho do mesmo ano.
- 14 de agosto de 2018: Reina aparece como convidada surpresa no bis da primeira participação da MACO no evento "Premium One Man Live" (プレミアムワンマンライブ), cujo nome oficial do show dela foi "BEST LOVE MACO Premium One Man Live ~Suki ni Natte Kurete Arigatou!~" (ＢＥＳＴ ＬＯＶＥ ＭＡＣＯ プレミアムワンマンライブ～好きになってくれてありがとう！～). Elas cantam a música coescrita por elas.
- 22 de fevereiro de 2019: É anunciada a primeira música escrita e composta pela Reina, chama-se "F", e foi lançada dia 27 do mesmo mês.
- 8 de março de 2019: Reina anuncia que está graduando como locutora do programa AVALON, da rádio J-WAVE. O anúncio é feito na página da rádio e no Twitter da mesma também.
- Junho de 2019: Ela foi até a Califórnia, nos Estados Unidos, junto com o ELLY, do grupo Sandaime J SOUL BROTHERS, para participar do "Fortnite Summer Block Party", um campeonato profissional/amador. Ela jogou junto com o jogador BELL do grupo time "CRAZY RACCOON".
- 15 de julho de 2019: Reina participa como apresentadora do reality show "Kyou, Suki ni Narimashita." (今日、好きになりました。) da Abema TV, ao lado do Inoue Yuusuke (井上裕介) do NON STYLE e da Niki, que participou do reality show "Terrace House".
- 20 de setembro de 2019: Com o anúncio do fim do Flower, Reina decide continuar somente com o E-girls, além de iniciar um projeto solo.
- 22 de dezembro de 2019: Com o anúncio do fim do E-girls, programado para o final de 2020, foi decidido que a Reina será exclusivamente solista.
- 31 de janeiro de 2020: É anunciado o projeto solo da Reina, onde ela usa o nome "rei" (伶). Neste, ela cantará duas músicas para o filme "Shousetsu no Kami-sama Kimi to Shika Egakenai Monogatari" (小説の神様 君としか描けない物語). A música tema se chama "Call Me Sick", enquanto a música inserida tem como título "Konna Sekai ni Shita no wa Dare da" (こんな世界にしたのは誰だ). As duas músicas são lançadas no dia 2 de outubro do mesmo ano, dando início à carreira solo da cantora.
- 20 de setembro de 2020: O site oficial da carreira solo de rei foi ao ar, bem como seu Twitter oficial.
- 27 de setembro de 2020: Foi anunciado que a rei irá cantar o tema do quarto curta-metragem do "Kinou Yori Akaku Ashita Yori Aoku -CINEMA FIGHTERS project-" (昨日より赤く明日より青く－ＣＩＮＥＭＡ ＦＩＧＨＴＥＲＳ ｐｒｏｊｅｃｔ－). O título da música só foi anunciado em 8 de abril do ano seguinte, sendo esta chamada de "Chiru Chiru Michiru" (散る散る満ちる).
- 2 de outubro de 2020: Foi marcado como a data do início da carreira solo sob o nome de rei, com o lançamento do primeiro single digital "Call Me Sick/Konna Sekai ni Shita no wa Dare da" (Ｃａｌｌ Ｍｅ Ｓｉｃｋ／こんな世界にしたのは誰だ). No mesmo dia, ela participou do canal de YouTube chamado "THE FIRST TAKE", onde ela cantou sua canção de principal desta. Foi anunciado também, que ela cantaria "Shirayuki-hime" (白雪姫), música do Flower, num lançamento futuro, o que aconteceu no dia 14 do mesmo mês, com o acompanhamento de Kiyozuka Shinya (清塚信也).
- 23 de março de 2021: O canal oficial do YouTube pertencente ao grupo Flower, passou a ser da rei.
- 1 de junho de 2021: Foi anunciado o show solo da rei, com o título de "rei 'the first' Billboard Live 2021", que ocorreu nos dias 22 e 29 de julho do mesmo ano.
- 9 de junho de 2021: rei lança seu terceiro single digital "KIMI to Nara Ii yo" (キミとならいいよ。).
- 29 de julho de 2021: foi aberto o fã clube oficial, cujo nome é "freivor".
- 16 de novembro de 2021: Ela faz uma participação especial no show do YOASOBI chamado "YOASOBI no All Night Nippon X" (ＹＯＡＳＯＢＩのオールナイトニッポンＸ). No mesmo dia, é lançado em forma de single digital a  gravação de "Call me Sick" gravado em outubro de 2020 para o canal de YouTube "THE FIRST TAKE".
- 17 de novembro de 2021: É lançado o quarto single digital da cantora, sendo a primeira colaboração, já que, conta com a participação especial de Ikuta Lilas (幾田りら), vocalista do YOASOBI. A música teve pré-encomenda no iTunes iniciada em 10 de novembro.
- 17 de novembro de 2021: A cantora faz sua segunda colaboração, com o single digital "Encount", com participação da cantora Sasagawa Mao (笹川真生). Em entrevistas, Mao disse que ouvia a Reina na época em que ela fazia parte do E-girls e Flower e, por isso, foi uma honra conhecê-la e poder trabalhar juntas neste projeto.
- 29 de dezembro de 2021: Reina faz participação no álbum digital "T.B.D." do The Burning Deadwoods, com a música "Labyrinth".
- 9 de janeiro de 2022: Ela faz uma participação como jurada no programa "Kanzen Saigen SHOW Kan☆Copy" (完全再現ＳＨＯＷ カン☆コピ).
- 20 de janeiro de 2022: É anunciado o primeiro álbum solo da rei, intitulado "Just Wanna Sing", que foi lançado em 13 de abril do mesmo ano.
- 14 de abril de 2022: rei participa do quadro "RING³" do canal "THE FIRST TIMES", onde ela conversa com a Harumi Sato (佐藤晴美), ex- companheira de E-girls e Flower.
- 26 de julho de 2022: foi anunciado que a cantora foi diagnosticada com o COVID-19, resultando no adiamento do evento de primeiro aniversário para os membros do fã clube.
- 22 de agosto, 2  de setembro e 15 de outubro de 2022: rei fez seu segundo Billboard Live intitulado de "rei Billboard Live 2022 the f"rei"vor".
- 16 de janeiro de 2023: como Reina Washio, ela foi responsável pela música tema de "SAGA 2024", com o título "Baton ~KIMI no Yume ga Kanau Toki~" (Ｂａｔｏｎｓ～キミの夢が叶う時～), que será realizada na prefeitura de Saga em 2014, com mensagens de incentivo para os eventos esportivos e esporte para deficientes. 
- 18 de janeiro de 2023: rei lança o digital single "Tsuyoku Hakanai Mono-tachi (feat.Tokimeki Records)" (強く儚い者たち （ｆｅａｔ． Ｔｏｋｉｍｅｋｉ Ｒｅｃｏｒｄｓ）), cover da cantora Cocco.
- 15 de fevereiro de 2023: é lançado mais um digital single, com o título "So Addictive". A música foi tema do dorama "Otto wo Shakaiteki ni Massatsu Suru 5-tsu no Houhou" (夫を社会的に抹殺する５つの方法).
- 21 e 24 de julho de 2023: ocorre o terceiro show com o título de "Reina Washio SPECIAL REQUEST LIVE", onde o setlist foi feita com base nos pedidos de fãs, considerando todas as músicas que ela já cantou como Reina Washio e como rei. Neste, teve a participação surpresa de Harumi Sato (佐藤晴美), assim como a Reina, ex-integrante do E-girls e Flower. À partir deste evento, ela voltou a utilizar seu nome de nascença Reina Washio, ao invés do artístico "rei".
- 11 de outubro de 2023: Reina lança seu segundo álbum solo, chamado "For My Dear", cuja música utilizada para a promoção foi "Gin'iro" (銀色).
- 7, 13 e 16 de novembro de 2023: ocorreu seu terceiro Billboard Live, com o título "Reina Washio Billboard Live".
- 31 de dezembro de 2023: é anunciado que a Reina está deixando a agência LDH JAPAN, bem como a gravadora Sony. À partir de então, sua gravadora será a LDH Records.

## Vida Pessoal
- Em sua infância, teve grande influência da cantora JUJU.
- É chamada pelos fãs de "Rachel" (れいちぇる/Reichel). Enquanto o EXILE HIRO (五十嵐広行/Hiroyuki Igarashi) a chama de "Wasshii" (わっしー).
- Tem uma boa amizade com a cantora MACO, onde a combinação das duas é chamada de "WashiMACO" (わしまこ). Elas se conheceram quando participaram como convidadas no show do m-flo.
- Tem 8 anos de experiência com piano.
- Tem um bom relacionamento com a Atsuko Maeda (前田敦子), ex-integrante do grupo AKB48. A idol estava presente na primeira turnê do Flower, ocorrida no Zepp Tokyo, em junho de 2015 e, tirou uma foto com a Reina elogiando-a. Os fãs de Atsuko aprovaram a dupla, já que, costumeiramente, as duas apareciam nos mesmos programas de TV com seus respectivos grupos.
- Ela é uma gamer, jogando com frequência jogos cooperativos como o Fortnite e o Call of Duty. Inclusive, já jogou com o ELLY (do grupo Sandaime J SOUL BROTHERS), Suzuki Takahide (鈴木昂秀) (do grupo THE RAMPAGE from EXILE TRIBE) e Kainuma Ryusei (海沼流星) (do grupo BALLISTIK BOYZ from EXILE TRIBE).
- Desde 2021 Reina namora com Nakajima Kento (中島健人), ex-integrante do Sexy Zone, com o anúncio sendo feito em 17 de janeiro de 2024.

## Lançamentos
Para mais informações, ver Flower (grupo japonês) § Discografia e E-girls § Discografia.

### Singles Digitais
|    | Data de Lançamento      | Título | Faixas e Informações | Oricon |
| -- | ----------------------- | --- | --- | ------ |
| 1º | 2 de outubro de 2020    | Call me Sick/Konna Sekai ni Shita no wa Dareda (こんな世界にしたのは誰だ)                                          | Call Me Sick Letra: Kaz Kuwamura Composição: Kaz Kuwamura, Shotaro, Yheri Kang (姜藝利)                                                                           | 19º    |
| 1º | 2 de outubro de 2020    | Call me Sick/Konna Sekai ni Shita no wa Dareda (こんな世界にしたのは誰だ)                                          | Konna Sekai ni Shita no wa Dareda (こんな世界にしたのは誰だ) Letra: Kelly (ケリー) Composição: Nomura Yoichiro (野村陽一郎) Arranjo: Nomura Yoichiro (野村陽一郎) | 19º    |
| 2º | 18 de novembro de 2020  | Shirayuki-hime - From THE FIRST TAKE (白雪姫 － Ｆｒｏｍ ＴＨＥ ＦＩＲＳＴ ＴＡＫＥ)                               | Shirayuki-hime (白雪姫) Letra: Odake Masato (小竹正人) Composição: Hiroki Sagawa from Asiatic Orchestra Arranjo: Kiyozuka Shinya (清塚信也)                       | -      |
| 3º | 9 de junho de 2021      | KIMI to Nara Ii yo. (キミとならいいよ。)                                                                           | KIMI to Nara Ii yo. (キミとならいいよ。) Letra: Chocoholic Composição: Kiyoshi Ikegami, Chocoholic                                                                | -      |
| 4º | 16 de novembro de 2021  | Call Me Sick - From THE FIRST TAKE                                                                                 | Call Me Sick - From THE FIRST TAKE Letra: Kaz Kuwamura Composição: Kaz Kuwamura, Shotaro, Yheri Kang (姜藝利)                                                     | -      |
| 5º | 17 de novembro de 2021  | Houseki feat. Ikuta Lilas (宝石 ｆｅａｔ． 幾田りら)                                                               | Houseki feat. Ikuta Lilas (宝石 ｆｅａｔ． 幾田りら) Letra: Ikuta Lilas (幾田りら) Composição: Ikuta Lilas (幾田りら) Arranjo: ESME MORI                          | -      |
| 6º | 21 de dezembro de 2021  | Encount feat. Sasagawa Mao (エンカウント ｆｅａｔ． 笹川真生)                                                      | Encount feat. Sasagawa Mao (エンカウント ｆｅａｔ． 笹川真生) Letra: Sasagawa Mao (笹川真生) Composição: Sasagawa Mao (笹川真生)                                  | -      |
| 7º | 19 de janeiro de 2022   | Chiru Chiru Michiru (散る散る満ちる)                                                                               | Chiru Chiru Michiru (散る散る満ちる) Letra: Odake Masato Composição: Hiroki Sagawa for Relic Lyric, inc. Arranjo: UTA                                             | -      |
| 8º | 18 de janeiro de 2023   | Tsuyoku Hakanai Mono-tachi (feat.Tokimeki Records) (強く儚い者たち （ｆｅａｔ． Ｔｏｋｉｍｅｋｉ Ｒｅｃｏｒｄｓ）) | Tsuyoku Hakanai Mono-tachi (強く儚い者たち) Letra: Cocco (こっこ) Composição: Shibakusa Rei (柴草玲) Arranjo: Tokimeki Records                                    |        |
| 9º | 15 de fevereiro de 2023 | So Addictive | So Addictive Letra: Yheri Kang (姜藝利), TSINGTAO, YAGO Composição: Yheri Kang (姜藝利), TSINGTAO, YAGO Arranjo: TSINGTAO, YAGO                                   |        |

### Álbum
|    | Data de Lançamento  | Título          | Faixas e Informações | Oricon |
| -- | ------------------- | --------------- | --- | ------ |
| 1º | 13 de abril de 2022 | Just Wanna Sing | DISCO 1: 1. Houseki feat. Ikuta Lilas (宝石 ｆｅａｔ． 幾田りら) Letra & Composição: Ikuta Lilas (幾田りら) \| Arranjo: ESME MORI 2. Call Me Sick Letra: Kaz Kuwamura \| Composição: Kaz Kuwamura, Shotaro, Yheri Kang (姜藝利) 3. Encount feat. Sasagawa Mao (エンカウント ｆｅａｔ． 笹川真生) Letra, Composição & Arranjo: Sasagawa Mao (笹川真生) 4. Konna Sekai ni Shita no wa Dareda (こんな世界にしたのは誰だ) Letra: Kelly (ケリー) \| Composição & Arranjo: Nomura Yoichiro (野村陽一郎) 5. Dark hero Letra: KOUDAI IWATSUBO \| Composição & Arranjo: KOUDAI IWATSUBO, Kuwagata Fukino 6. IDNY Letra, Composição & Arranjo: BOYHOOD 7. Butterfly Letra, Composição & Arranjo: MAKKA 8. KIMI to Nara Ii yo. (キミとならいいよ。) Letra: Chocoholic \| Composição: Kiyoshi Ikegami, Chocoholic 9. Koi to, Owari to, kiss feat. Kiyozuka Shinya (恋と、終わりと、ｋｉｓｓ ｆｅａｔ． 清塚信也) Letra: rei (伶) \| Composição & Arranjo: Kiyozuka Shinya (清塚信也) 10. Playful Mind Letra: Kimura Yui (木村友威) \| Composição & Arranjo: Red-T, Shimojo Kei (下條ケイ) 11. Chiru Chiru Michiru (散る散る満ちる) Letra: Odake Masato \| Composição: Hiroki Sagawa for Relic Lyric, inc. \| Arranjo: UTA 12. So Special-Version EX- (Special Collaboration Cover Track) Letra: ATSUSHI, AI \| Composição: UTA, ATSUSHI, AI \| Arranjo: Kota Hashimoto DISCO 2 (Coleção de Covers): 1. Hanataba no Kawari ni MERODII wo (花束のかわりにメロディーを) Letra: Shimizu Shota (清水翔太) \| Composição: Shimizu Shota (清水翔太) 2. Yasashisa de Afureru Youni (やさしさで溢れるように) Letra: Shinquo Ogura, Seiji Kameda \| Composição: Shinquo Ogura 3. Answer Letra & Composição: Ikuta Lilas (幾田りら) \| Arranjo: KOHD 4. Chouchou Musubi (蝶々結び) Letra, Composição & Arranjo: Noda Yojiro (野田洋次郎) 5. Run with You Letra: Noma Akiko (ノマアキコ) \| Composição: FAST LANE DVD: 1. rei “the first” Billboard Live 2021 1. Call Me Sick 2. Konna Sekai ni Shita no wa Dareda 3. Hanataba no Kawari ni MERODII wo 4. Jounetsu 5. Shirayuki-hime 6. Blue Sky Blue 7. KIMI to Nara Ii yo. 8. Chiru Chiru Michiru 2. MV 1. Konna Sekai ni Shita no wa Dareda (Acoustic Ver.) 2. KIMI to Nara Ii yo. 3. Houseki feat. Ikuta Lilas 4. Encount feat. Sasagawa Mao 5. Koi to, Owari to, kiss feat. Kiyozuka Shinya | TBA    |

### Letra / Composição
- "Dear My Friend" - Letrista em parceria com a MACO (álbum "BEST LOVE MACO" - 20 de junho de 2018)
- "F" - Letrista/Compositora (álbum "F" - 27 de março de 2019)
- "Koi to, Owari to, kiss" - Letrista (álbum "Just Wanna Sing" - 13 de abril de 2022)

### Participações
| Data de lançamento     | Nome da faixa                                                                                            | Informações                                                                           | Artista / Disco                                                                                          |
| ---------------------- | --- | ------------------------------------------------------------------------------------- | --- |
| 13 de março de 2013    | LOVE OR LUST (Guest: Washio Reina (Flower), Muto Chiharu (Flower))                                       | Letra: Hirai Ken (平井堅) Composição: Hirai Ken (平井堅), Matsubara Ken (松原憲)      | BREATHE / Lovers' Voices ~Matsuo Kiyoshi Sakuhin COVER BEST~                                             |
| 14 de agosto de 2013   | Ano Hi no Sayonara feat. Washio Reina (Flower/E-girls) (あの日のさよならfeat.鷲尾伶菜（Flower/E-girls）) | Letra: Satomi Composição: DJ DECKSTREAM                                               | DJ DECKSTREAM / DECKSTREAM.JP                                                                            |
| 26 de março de 2014    | d.w.m / m-flo + Reina Washio (Flower / E-girls)                                                          | Letra: m-flo, MACO for ONEPEACE INC. Composição: m-flo, MACO for ONEPEACE INC.        | m-flo / FUTURE IS WOW                                                                                    |
| 20 de junho de 2018    | Dear My Friend feat. Washio Reina (E-girls / Flower)                                                     | Letra: MACO, Washio Reina Composição: MUSOH, MATS                                     | MACO / BEST LOVE MACO                                                                                    |
| 23 de novembro de 2018 | How about your love? (com JAY'ED)                                                                        | Letra: Odake Masato Composição: ERIK LIDBOM, ANDREW CHOI, 220, SHIROSE from WHITE JAM | Vários Artistas / UTA MONOGATARI -CINEMA FIGHTERS project- (CD bônus)                                    |
| 26 de novembro de 2021 | Chiru Chiru Michiru (散る散る満ちる)                                                                     | Letra: Odake Masato Composição: Hiroki Sagawa for Relic Lyric, inc. Arranjo: UTA      | Vários Artistas / Kinou Yori Akaku Ashita Yori Aoku (昨日より赤く明日より青く) -CINEMA FIGHTERS project- |
| 29 de dezembro de 2021 | Labyrinth feat. rei (Labyrinth feat. 伶)                                                                 | Letra: Reol Composição: The Burning Deadwoods                                         | The Burning Deadwoods / T.B.D.                                                                           |

### YouTube
| Data de lançamento      | Nome da música                                                                          | Informações                                                                                             | Artista Original                                                                                              | Link    |
| ----------------------- | --------------------------------------------------------------------------------------- | --- | --- | ------- |
| 26 de março de 2021     | Dry Flower (ドライフラワー)                                                             | Letra: Yuuri (優里) Composição: Yuuri (優里)                                                            | Yuuri (優里)                                                                                                  | YouTube |
| 26 de março de 2021     | Konna Sekai ni Shita no wa Dare da (Acoustic Ver.) (こんな世界にしたのは誰だ)           | Letra: Kelly (ケリー) Composição: Nomura Yoichiro (野村陽一郎)                                          | rei (伶) | YouTube |
| 8 de abril de 2021      | Suiheisen (水平線)                                                                      | Letra: Shimizu Iyori (清水依与吏) Composição: Shimizu Iyori (清水依与吏)                                | back numbers                                                                                                  | YouTube |
| 22 de abril de 2021     | Yasashisa de Afureru Youni (やさしさで溢れるように)                                     | Letra: Shinquo Ogura, Seiji Kameda Composição: Shinquo Ogura                                            | JUJU | YouTube |
| 6 de maio de 2021       | Jounetsu (情熱)                                                                         | Letra: UA Composição: Asamoto Hirofumi (朝本浩文)                                                       | UA | YouTube |
| 20 de maio de 2021      | Hanataba no Kawari ni MERODII wo (花束のかわりにメロディーを)                           | Letra: Shimizu Shota (清水翔太) Composição: Shimizu Shota (清水翔太)                                    | Shimizu Shota (清水翔太)                                                                                      | YouTube |
| 6 de junho de 2021      | 115 Man KIRO no FIRUMU (１１５万キロのフィルム)                                         | Letra: Fujihara Satoshi (藤原聡) Composição: Fujihara Satoshi (藤原聡)                                  | Official Hige Dandism (Ｏｆｆｉｃｉａｌ髭男ｄｉｓｍ)                                                          | YouTube |
| 9 de junho de 2021      | KIMI to Nara Ii yo (キミとならいいよ。)                                                 | Letra: Chocoholic Composição: Kiyoshi Ikegami, Chocoholic                                               | rei (伶) | YouTube |
| 17 de junho de 2021     | First Love                                                                              | Letra: Utada Hikaru (宇多田ヒカル) Composição: Utada Hikaru (宇多田ヒカル)                              | Utada Hikaru (宇多田ヒカル)                                                                                   | YouTube |
| 1 de julho de 2021      | Answer                                                                                  | Letra: Ikuta Lilas (幾田りら) Composição: Ikuta Lilas (幾田りら) Arranjo: KOHD                          | Ikuta Lilas (幾田りら)                                                                                        | YouTube |
| 16 de julho de 2021     | Ao to Natsu (青と夏)                                                                    | Letra: Omori Motoki (大森元貴) Composição:Omori Motoki (大森元貴) Arranjo: Omori Motoki (大森元貴)      | Mrs. GREEN APPLE                                                                                              | YouTube |
| 30 de julho de 2021     | Dakara Boku wa Ongaku wo Yameta (だから僕は音楽を辞めた)                                | Letra: n-buna Composição: n-buna Arranjo: n-buna                                                        | YORUSHIKA (ヨルシカ)                                                                                          | YouTube |
| 17 de setembro de 2021  | Chouchou Musubi (蝶々結び)                                                              | Letra: Noda Yojiro (野田洋次郎) Composição: Noda Yojiro (野田洋次郎) Arranjo: Noda Yojiro (野田洋次郎)  | Aimer | YouTube |
| 24 de outubro de 2021   | So Special -Version EX- (com Kazuhara Ryuto (数原龍友) do GENERATIONS from EXILE TRIBE) | Letra: ATSUSHI, AI Composição: UTA, ATSUSHI, AI                                                         | EXILE ATSUSHI×AI                                                                                              | YouTube |
| 29 de outubro de 2021   | 10 Gatsu Mukuchi na Kimi wo Wasureru (１０月無口な君を忘れる)                           | Letra: Hitomi (ひとみ) Composição: Hitomi (ひとみ)                                                      | Atarayo (あたらよ)                                                                                            | YouTube |
| 15 de novembro de 2021  | Tenbyo no Uta (点描の唄) (com Nakagaki Satoru (中垣悟) do FREAK)                        | Letra: Omori Motoki (大森元貴) Composição: Omori Motoki (大森元貴) Arranjo: Omori Motoki (大森元貴)     | Mrs.GREEN APPLE                                                                                               | YouTube |
| 22 de dezembro de 2021  | Merry-Chri (メリクリ)                                                                   | Letra: Kan Chinfa (康珍化) Composição: Hara Kazuhiro (原一博) Arranjo: Hara Kazuhiro (原一博)           | BoA | YouTube |
| 14 de fevereiro de 2022 | Stand by me, Stand by you.                                                              | Letra: EIGO (ONEly Inc.), Dai Hirai Composição: Dai Hirai                                               | Hirai Dai (平井大)                                                                                            | YouTube |
| 22 de abril de 2022     | Kaijuu no Hanauta (怪獣の花唄)                                                          | Letra: Vaundy Composição: Vaundy                                                                        | Vaundy | YouTube |
| 2 de maio de 2022       | Saigo no SAKURA (最後のサクラ)                                                          | Letra: Masato Odake Composição: Yuichi Hayashida                                                        | Sandaime J SOUL BROTHERS from EXILE TRIBE (三代目Ｊ ＳＯＵＬ ＢＲＯＴＨＥＲＳ ｆｒｏｍ ＥＸＩＬＥ ＴＲＩＢＥ) | YouTube |
| 7 de julho de 2022      | Prologue (プロローグ)                                                                   | Letra: Uru Composição: Uru Arranjo: Toomi You (トオミヨウ)                                              | Uru | YouTube |
| 31 de agosto de 2022    | Kimi ga Kureta Natsu (君がくれた夏)                                                     | Letra: Ieiri Leo (家入レオ) Composição: Nishino Yoshihiko (西尾芳彦) Arranjo: Sato Kikuchi (佐藤希久生) | Ieiri Leo (家入レオ)                                                                                          | YouTube |
| 30 de setembro de 2022  | Omouta ~Oya wo Omou~ (想うた～親を想う～)                                               | Letra: KIYOSAKU (キヨサク) (MONGOL800) Composição: Shinohara Makoto (篠原誠)                            | KIYOSAKU (キヨサク) (MONGOL800)                                                                               | YouTube |
| 8 de novembro de 2022   | Hello, Again ~Mukashi Kara Aru Basho~ (Ｈｅｌｌｏ， Ａｇａｉｎ ～昔からある場所～)      | Letra: Kobayashi Takeshi (小林武史) Composição: Fujii Kenji (藤井謙二), Kobayashi Takeshi (小林武史)    | MY LITTLE LOVER                                                                                               | YouTube |
| 24 de dezembro de 2022  | Konayuki (粉雪)                                                                         | Letra: Fujimaki Ryouta (藤巻亮太) Composição: Fujimaki Ryouta (藤巻亮太)                                | Remioromen (レミオロメン)                                                                                     | YouTube |
| 06 de abril de 2023     | Yasashii KISU wo Shite (やさしいキスをして)                                             | Letra: Yoshida Miwa (吉田美和) Composição: Nakamura Masato (中村正人)                                   | DREAMS COME TRUE                                                                                              | YouTube |
| 04 de maio de 2023      | Koi Darou (恋だろ) (com Harutya (春茶))                                                 | Letra: Hashiguchi Youhei (橋口洋平) Composição: Hashiguchi Youhei (橋口洋平)                            | wacci | YouTube |
| 26 de junho de 2023     | Homura (炎)                                                                             | Letra: Kajiura Yuki (梶浦由記), LiSA Composição: Kajiura Yuki (梶浦由記)                                | LiSA | YouTube |
| 13 de setembro de 2023  | Oz.                                                                                     | Letra: Nakimushi (泣き虫) Composição: Nakimushi (泣き虫)                                                | yama | YouTube |
| 11 de novembro de 2023  | Prologue feat. Aimer (プロローグ ｆｅａｔ．Ａｉｍｅｒ) (com Kohatsu Kokoro (小波津志))  | Letra: Shota Shimizu Composição: Shota Shimizu                                                          | Shimizu Shota (清水翔太) feat. Aimer                                                                          | YouTube |
| 20 de dezembro de 2023  | White Love (ホワイト・ラブ) (com YUNA do iScream)                                       | Letra: JuliShono Composição: Seiji Omote, Yui Mugino                                                    | iScream | YouTube |
| 1º de abril de 2024     | Tsumugu (紡ぐ)                                                                          | Letra: Tota (とた) Composição: Tota (とた) Arranjo: Satoru Nakagaki                                     | Tota (とた)                                                                                                   | YouTube |
| 1º de agosto de 2024    | Bansanka (晩餐歌) (com SG)                                                              | Letra: tuki. Composição: tuki. Arranjo: Satoru Nakagaki                                                 | tuki. | YouTube |

## Tie-Up
| Nome da Música                                                | Tie-Up | Single/Álbum                                                         |
| ------------------------------------------------------------- | --- | -------------------------------------------------------------------- |
| How about your love? (JAY'ED & Washio Reina)                  | Tema do curta "Our Birthday", do projeto "UTA MONOGATARI -CINEMA FIGHTERS project-"                                                    | UTA MONOGATARI -CINEMA FIGHTERS project- (CD bônus)                  |
| Call Me Sick                                                  | Tema do filme Shousetsu no Kami-sama Kimi to Shika Egakenai Monogatari (小説の神様 君としか描けない物語)                               | 1º Single Digital: "Call Me Sick/Konna Sekai ni Shita no wa Dare da" |
| Konna Sekai ni Shita no wa Dare da (こんな世界にしたのは誰だ) | Música inserida do filmeShousetsu no Kami-sama Kimi to Shika Egakenai Monogatari (小説の神様 君としか描けない物語)                     | 1º Single Digital: "Call Me Sick/Konna Sekai ni Shita no wa Dare da" |
| Chiru Chiru Michiru (散る散る満ちる)                          | Tema do curta "Kaidan Mangetsu Hamagurizaka" (怪談 満月蛤坂), do projeto "Kinou Yori Akaku Ashita Yori Aoku -CINEMA FIGHTERS project-" | Kinou Yori Akaku Ashita Yori Aoku -CINEMA FIGHTERS project-          |
| Butterfly                                                     | Tema do dorama "Omae ni Yoroshiku" (お前によろしく).                                                                                   | Just Wanna Sing                                                      |
| So Addictive                                                  | Tema do dorama "Otto wo Shakaiteki ni Massatsu Suru 5-tsu no Houhou" (夫を社会的に抹殺する５つの方法)                                  | 9º Single Digital: "So Addictive"                                    |

## Shows
| Título                              | Data                  | Local                   | Início                  |
| ----------------------------------- | --------------------- | ----------------------- | ----------------------- |
| rei "the first" Billboard Live 2021 | 22 de julho de 2021   | Billboard Live Osaka    | 15:30 (1ª apresentação) |
| rei "the first" Billboard Live 2021 | 22 de julho de 2021   | Billboard Live Osaka    | 18:30 (2ª apresentação) |
| rei "the first" Billboard Live 2021 | 29 de julho de 2021   | Billboard Live Yokohama | 15:30 (1ª apresentação) |
| rei "the first" Billboard Live 2021 | 29 de julho de 2021   | Billboard Live Yokohama | 18:30 (2ª apresentação) |
| rei "the first" Billboard Live 2021 | 23 de outubro de 2021 | Billboard Live Tokyo    | 15:30 (1ª apresentação) |
| rei "the first" Billboard Live 2021 | 24 de outubro de 2021 | Billboard Live Tokyo    | 18:30 (2ª apresentação) |

## Aparições
Para informações como Flower (grupo japonês) § Aparições.

### Dubladora
- “Kindaichi Shounen no Jikenbo R” (金田一少年の事件簿Ｒ) (31 de outubro de 2015 a 11 de julho de 2016) como Kaori Amamoto (天元花織)

### Radio
- AVALON (novembro de 2017-março de 2019; radio J-WAVE)

### Programa Streaming
- Kyou, Suki ni Narimashita. Natsuyasumi-hen (今日、好きになりました。台湾編) (outubro de 2019-novembro de 2019; Abema TV)
- Kyou, Suki ni Narimashita. Guam-hen (今日、好きになりました。グアム編) (novembro de 2019-dezembro de 2019; Abema TV)
- Kyou, Suki ni Narimashita. Fuyuyasumi-hen (今日、好きになりました。冬休み編) (dezembro de 2019-janeiro de 2020); Abema TV
- Kyou, Suki ni Narimashita. Sotsugyou-hen in Saipan (今日、好きになりました。卒業編ｉｎサイパン) (janeiro de 2020-março de 2020); Abema TV
- Kyou, Suki ni Narimashita. Aoi Haru-hen (今日、好きになりました。青い春編) (abril de 2020-maio de 2020)

### Participações em Shows
- m-flo - m-flo TOUR 2014 "FUTURE IS WOW" (30 de maio e 28 de junho de 2014)
- BPM ~BEST PEOPLE's MUSIC~ (23 de outubro de 2017)
- BEST LOVE MACO Premium One-Man Live (プレミアムワンマンライブ) ~Suki ni Natte Kurete Arigatou! (好きになってくれてありがとう ！)~ (14 de agosto de 2018)

### Eventos
- Girls Award 2012 A/W (2012)
- Lawson Osaifu Ponta Nighter Tokyo Yakult Swallows tai Yomiuri Giants Shikyuu-shiki (ローソン おさいふＰｏｎｔａナイター 東京ヤクルトスワローズ対読売ジャイアンツ 始球式) (9 de setembro de 2016)

### Outros
- Clipe "Tomorrow" Around The World (2015)
- "Hizen Saga Bakumatsu Ishin Hakurankai" (肥前さが幕末維新博覧会) como membro de apoio da  "Hizen Saga FAN" (肥前さがＦＡＮ)  (2018)

## Ligações Externas
- Site Oficial rei
- Site Oficial rei na Sony
- Flower | Profile (arquivado)
- PROFILE | E-girls（イー・ガールズ） OFFICIAL WEBSITE
- 鷲尾伶菜 | E.G.family mobile
- 鷲尾伶菜 | MANAGEMENT | LDH (Flower)
- 鷲尾伶菜 | MANAGEMENT | LDH (E-girls) (arquivado)
- 伶(rei) | MANAGEMENT | LDH
- 鷲尾伶菜 (@reina.washio.official) no Instagram
- 伶 (@rei_official) no TikTok
- 伶 (@rei__official_) no Twitter
- Reina Washio no Spotify
- 鷲尾伶菜 no Spotify
- 伶 no Spotify
- 伶 Official YouTube Channel no YouTube
- rei no YouTube Music